# Leif Andersson
Leif Andersson   (Risinge church parish, 26 d'abril de 1961) és un biatleta suec, ja retirat, que va competir durant les dècades de 1980 i 1990.
Durant la seva carrera esportiva va prendre part en quatre edicions dels Jocs Olímpics d'Hivern, el 1984, 1988, 1992 i 1994, sempre disputant proves del programa de biatló. Destaca una vuitena posició en la prova dels 20 quilòmetres als Jocs de Sarajevo de 1984, i sobretot, una medalla de bronze en la prova del relleu 4x7,5 quilòmetres dels Jocs d'Albertville de 1992. En aquesta prova formà equip amb Ulf Johansson, Tord Wiksten i Mikael Löfgren.
Un cop retirat passà a exercir tasques d'entrenador a la Federació Sueca de Biatló.